# 聖安娜機場 (所羅門群島)
聖安娜機場是一個位於所羅門群島馬基拉-烏拉瓦省聖安娜島之民用機場。機場有定期航班，由所羅門航空以DHC-6型飛機營運航線。

## 航空公司及目的地
| 航空公司   | 目的地             |
| ---------- | ------------------ |
| 所羅門航空 | 霍尼亞拉、吉拉吉拉 |

## 外部連結
- 所羅門航空路線 （页面存档备份，存于）

## 備註
1. 1 2  .   [2010-04-02]. （原始内容存档于2021-04-29）.
2. 1 2   (PDF).   [2010年4月2日]. （原始内容存档 (PDF)于2013年4月6日）.
3. ↑  . 所羅門航空.   [2007-03-17]. （原始内容存档于2007-01-27）.